# Roquecourbe
Roquecourbe är en kommun i departementet Tarn i regionen Occitanien i södra Frankrike. Kommunen ligger i kantonen Roquecourbe som tillhör arrondissementet Castres. År 2022 hade Roquecourbe 2 181 invånare.

## Befolkningsutveckling
Antalet invånare i kommunen Roquecourbe
| Referens: INSEE |